# ビトウィーン・ザ・サン・アンド・ザ・ムーン
ビトウィーン・ザ・サン・アンド・ザ・ムーン（Between the Sun and the Moon）は、ブレンダ・ラッセルのアルバムである。イギリスとアメリカで録音された。イギリスではDOMEから2004年5月に発売され、同年10月にアメリカでも発売された。日本ではコロムビアミュージックから2004年3月に発売されている。
インコグニートのジャン＝ポール・モーニックやリー・リトナーらが参加している。

## 収録曲
| #         | タイトル                                                                       | 作詞・作曲                                                           | 注釈 | 時間  |
| --------- | ------------------------------------------------------------------------------ | -------------------------------------------------------------------- | --- | ----- |
| 1.        | 「メイク・ユー・スマイル」("Make You Smile")                                   | ブレンダ・ラッセル、ジャン＝ポール・モーニック、マット・クーパー     | パーカッションにリチャード・ベイリーが参加                                                                                               | 4:34  |
| 2.        | 「トゥー・クール・フォー・ザ・ルーム」("Too Cool for The Room")                | ブレンダ・ラッセル、ヴィクター・レッドウッド＝ソウヤー               | | 4:06  |
| 3.        | 「ザ・メッセージ」("The Message")                                              | ブレンダ・ラッセル、ロンケット・スペアマン                           | | 4:39  |
| 4.        | 「ビトウィーン・ザ・サン・アンド・ザ・ムーン」("Between the Sun and the Moon") | ブレンダ・ラッセル、パティ・オースティン                             | 月食の間に書かれた。 | 4:40  |
| 5.        | 「アイ・ノウ・ユー・バイ・ハート」("I Know You by Heart")                      | ブレンダ・ラッセル、マーク・カウレー                                 | | 4:46  |
| 6.        | 「ホエン・ユー・カミン・バック・トゥー・ミー」("When You Comin' Back to Me")   | ブレンダ・ラッセル、サイモン・ロウ、リー・ハンブリン                 | | 4:56  |
| 7.        | 「レット・サムバディ・ノウ」("Let Somebody Know")                              | ブレンダ・ラッセル、バニー・ハル                                     | | 5:20  |
| 8.        | 「ザ・トラックス・オブ・マイ・ティアーズ」("The Tracks of My Tears")           | ウォーレン・ムーア、スモーキー・ロビンソン、マーヴィン・タップリン   | 1965年にヒットしたザ・ミラクルズの曲「トラックス・オブ・マイ・ティアーズ」のカバー。プロデュースとギターにリー・リトナーが参加している。 | 4:46  |
| 9.        | 「ディファレント・アイズ」("Different Eyes")                                   | ブレンダ・ラッセル、マーク・カウレー、キー・フレミング               | | 4:23  |
| 10.       | 「エイント・ノー・スモーク」("Ain't No Smoke")                                 | ブレンダ・ラッセル、ジャン＝ポール・モーニック、スキー・オークンフル | | 4:39  |
| 11.       | 「ユー・ノウ・アワ・デイ・ウィル・カム」("You Know Our Day Will Come")         | ブレンダ・ラッセル、サイモン・ロウ、リー・ハンブリン                 | | 4:36  |
| 12.       | 「イッツ・ア・ジャズ・デイ」("It's a Jazz Day")                                | ブレンダ・ラッセル                                                   | 曲中にパット・メセニーやセロニアス・モンクなど多数の著名なジャズミュージシャンの名がちりばめられている。                                 | 3:46  |
| 合計時間: | 合計時間:                                                                      | 合計時間:                                                            | 合計時間: | 55:19 |

## 参考
- 『ビトウィーン・ザ・サン・アンド・ザ・ムーン』　日本盤ライナーノーツ